# کلماتیس سفید
کلماتیس سفید (نام علمی: Clematis vitalba) نام یک گونه از سرده کلماتیس است.